# Романовка (Львовский район)
Романовка (укр. Романівка) — село в Великолюбенской поселковой общине Львовского района Львовской области Украины.
Население по переписи 2001 года составляло 181 человек. Занимает площадь 5,56 км². Почтовый индекс — 81542. Телефонный код — 3231.